# ۱۴۸ (عدد)
۱۴۸(صد و چهل و هشت) یک عدد طبیعی است که بعد از ۱۴۷ و قبل از ۱۴۹ قرار دارد.